# Tovah Feldshuh

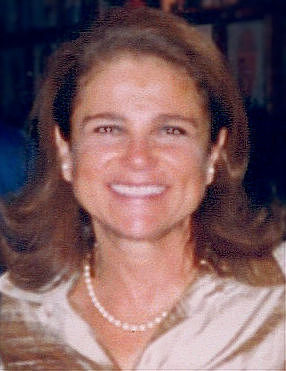
Tovah Feldshuh in 2004

Terri Sue 'Tovah' Feldshuh (Manhattan (New York) - New York, 27 december 1952), is een Amerikaanse actrice.

## Biografie
Feldshuh (spreekt men uit als Feld-sjoe) werd geboren in de borough Manhattan van New York als dochter van een advocaat. Haar ouders zijn beide van Joodse komaf en ze heeft een broer. Zij is opgegroeid in Westchester County en haalde haar diploma aan het Sarah Lawrence College aldaar. Hierna leerde ze acteren aan de HB Studio in Greenwich Village. Ze begon haar acteercarrière in het theater en heeft in talloze toneelstukken opgetreden op zowel Broadway als daarbuiten. Ze is diverse keren genomineerd voor haar spel voor een Tony Award, in Yentl (1975), in Saravà (1979), in Lend me a Tenor (1989) en in Golda's Balcony (2004). Ze werd driemaal genomineerd voor de Drama Desk Award: tweemaal voor het toneelstuk Yentl (1975 en 1976) en eenmaal voor Hello Muddah, Hello Fadduh! (1993). Zij won de prijs twee keer: voor Yentl (1975) en Lend Me a Tenor (1989).
Feldshuh begon in 1973 met acteren voor televisie in de film Scream, Pretty Peggy. Hierna heeft zij nog meer dan 100 rollen gespeeld in films en televisieseries zoals Ryan's Hope (1976), Holocaust (1978), Daniel (1983), Just My Luck (2006) en Lady in the Water (2006).
Feldshuh is in 1977 getrouwd en heeft uit dit huwelijk twee kinderen. Naast haar acteercarrière is zij actief als lerares in acteren en doet ze aan cabaret.

## Prijzen
- 2005 Method Fest Independent Film Festival in de categorie Beste Actrice in een Bijrol met de film The Tollbooth – gewonnen.
- 2003 Satellite Awards in de categorie Beste Optreden door een Actrice in een Bijrol met de film Kissing Jessica Stein – gewonnen.
- 2003 Emmy Awards in de categorie Uitstekende Gast Actrice in een Dramaserie met de televisieserie Law & Order – genomineerd.
- 1978 Emmy Awards in de categorie Uitstekende Optreden door een Actrice in een Bijrol in een Dramaserie met de televisieserie Holocaust – genomineerd.

## Filmografie

### Films
Selectie:
- 2014 She's Funny That Way - als Miriam
- 2006 Lady in the Water – als mrs. Bubchik
- 2006 Just My Luck – als Madama Z
- 2001 The Believer – als vrouw in synagoge
- 1983 Daniel – als Linda Mindish

### Televisieseries
Uitgezonderd eenmalige gastrollen.
- 2024 Nobody Wants This - als Bina Roklov - 6 afl.
- 2023 Harlan Coben's Shelter - als Bat Lady - 7 afl.
- 2018 - 2020 Star Wars Resistance - als tante Z (stem) - 14 afl.
- 2015 - 2018 Crazy Ex-Girlfriend - als Naomi Bunch - 11 afl.
- 2017 - 2018 Salvation - als presidente Mackenzie - 9 afl.
- 2015 - 2016 The Walking Dead - als Deanna Monroe - 14 afl.
- 2015 Flesh and Bone - als Ivana - 7 afl.
- 2012 Covert Affairs - als Rivka Singer - 2 afl.
- 2006 Medical Examiners – als mrs. Elaine Brandau – 2 afl.
- 1991 – 2007 Law & Order – als Danielle Melnick – 13 afl.
- 2002 The Education of Max Bickford – als Sharon Bickford – 2 afl.
- 1997 All My Children – als Lila Stevenson – 2 afl.
- 1994 As the World Turns – als dr. Bethany Rose - 13 afl.
- 1987 L.A. Law – als Lynn Palmer – 2 afl.
- 1987 Mariah – als Deena Hertz – 7 afl.
- 1978 Holocaust – als Helena Slomova – 4 afl.
- 1976 Ryan's Hope – als Martha McKee – 12 afl.

## Theaterwerk

### Actrice opBroadway
- 2022 Funny Girl - als mrs. Brice  (understudy)
- 2013-2015 Pippin - als Berthe (understudy)
- 2009 Irena's Vow – als Irena Gut Opdyke
- 2003 Golda's Balcony – als Golda Meïr
- 1989 Lend Me a Tenor – als Maria
- 1979 Saravà – als Flor
- 1975 Yentl – als Yentl
- 1975 Rodgers & Hart
- 1974 Dreyfus in Rehearsal – als Myriam
- 1973 Cyrano – als verkoopster van eten

### Actriceoff-Broadway
- Love, Loss, and What I Wore
- Irene's Vow – als Irena Gut Opdyke
- An Oak Tree – als vader
- Golda's Balcony – als Golda Meir
- Kilt
- Tallulah Hallelujah! – als Tallulah Bankhead
- The Vagina Monologues
- Tallulah's Party
- Names
- Tovah: Out of Her Mind
- Awake and Sing! – als Bessie Burger
- Hello Muddah, Hello Fadduh!
- Six Wives – als Catharina van Aragon / Anne van Kleef / Catharina
- A Fierce Attachment – als de dochter
- The Mistress of the Inn – als Mirandolina
- Children of the Sun – als Melaniya
- The Time of Your Life – als Kitty
- Springtime for Henry – als mevr. Jelliwell
- The Stoops to Conquer – als Kate Hardcastle

- Biblioteca Nacional de España: XX1677590
- Bibliothèque nationale de France: cb141767659 (data)
- Gemeinsame Normdatei: 14054481X
- International Standard Name Identifier: 0000 0001 1453 1708
- Library of Congress Control Number: no98039750
- MusicBrainz: 3a7be567-cee8-4120-993c-89e97d0d346d
- Nationale Bibliotheek van Israël: 987007306015805171
- SNAC: w6s47hp5
- Virtual International Authority File: 98504881
- WorldCat: E39PBJv4gh3HqDcw3tmvbyWdQq